# Albert Duruy
Pour les articles homonymes, voir Duruy.
Albert Duruy, né le 2 janvier 1844 à Paris et mort le 12 août 1887 à Villeneuve-Saint-Georges, est un écrivain et journaliste français.

## Biographie
Fils du ministre Victor Duruy et d'Adèle von Graffenried, il est élève de l'École normale supérieure.
Il collabore à divers journaux (Le Peuple français, La Liberté...) et est auteur d'études d'histoire militaire. Il écrit également pour défendre l'enseignement libre.
En 1886, il est le témoin d'Édouard Drumont pendant le duel qui l'oppose à Arthur Meyer, à l'occasion de la publication de La France juive. Au cours de ce duel, Albert Duruy doit reprendre à deux fois Meyer qui saisissait l'épée de Drumont de la main gauche, ce qui est prohibé.
Il est le premier titulaire du cours de littérature dispensé en Sorbonne à l'attention des jeunes filles.

## Publications
- Les Nouveaux Robinsons : aventures extraordinaires de deux enfants qui cherchent leur mère, avec Eugénie Foa, 1865 ;
- Comment les empires reviennent, 1875 ;
- La liberté d'enseignement et les projets de M. Jules Ferry, 1879 ;
- L'Article Sept et la liberté d'enseignement devant le Sénat, 1880 ;
- L'Instruction publique et la Révolution, Prix Montyon de littérature, 1882 ;
- Hoche et Marceau, 1885 ;
- L'instruction publique et la démocratie 1879-1886, 1886 ;
- Le brigadier Muscar, 1886 ;
- L'Armée royale en 1789, 1888 ;
- Études d'histoire militaire sur la révolution et l'empire, 1889
- Souvenirs de campagne et de captivité, six semaines aux tirailleurs algériens ;

## Sources
- Georges d'Heilly, Dictionnaire des pseudonymes